# Пале Гарние
Пале Гарние (на френски: Palais Garnier – Дворец „Гарние“), известна също като Опера „Гарние“, Гранд опера̀ и Парижка опера, е сградата на операта, която се намира в 9-и арондисман на Париж.
Построена е в архитектурен стил боз-ар на Площада на операта, в близост до едноименната станция на метрото.

## Кратка история
Дворецът Гарние е тринайсетата поред парижка опера след официалното признаване на този вид изкуство от Луи XIV през 1669 г. Тогава е създаден театър, наречен Кралска академия за музика. През 1671 г. той е обединен с Кралската академия за танци и започва да се именува Кралска академия за музика и танци.
След Великата френска революция театърът няколко пъти сменя името си; след короноването на Наполеон Бонапарт се наричал Императорска академия за музика, а с реставрация на Бурбоните му е върнато предишното название – „Кралска академия за музика и танци“. През 1871 г., след установяване на републиката, театърът получава названието „Гранд-Опера́“.
След покушението над Наполеон III в сградата на старата опера той решава никога повече да не ходи там и обявява конкурс за построяване на нова опера. Строежът продължава от 1860 до 1875 г. и струва 36 милиона златни франка.
Открита е на 5 януари 1875 г. с официалното име Национална музикална академия. Запазва името си до 1978 г., когато е преименувана в Национален театър на парижката опера. След като Опера „Бастилия“ е завършена през 1989 г. и става първостепенна опера, Националният театър е преименуван на Пале Гарние (по името на своя архитект Шарл Гарние), въпреки че на фасадата на сградата все още стои надписът Национална музикална академия. Днес двете опери са комерсиално сдружение, което се нарича Национална опера на Париж.
През 2000 г. главната фасада на операта е напълно възстановена, тя отново получава своята първоначална многоцветност, а статуите – своята позлата.
В края на 2000-те години на покривите на много здания в Париж са поставени около 300 кошера, включително и на покрива на Гранд опера. Количеството събран мед се оказва по-голямо от средното за Франция вследствие на по-ниското съдържание на пестициди във въздуха.

## Интериор
Външната фасада сама по себе си е доста внушителна, с множество статуи, инкрустации и релефи, но още по-внушителна е вътрешността на сградата, за която някои казват, че е най-красивата сграда в света.

### Голямо театрално фоайе
Фоайето е място за разходки на зрителите по време на антракта (почивката). То е просторно и богато украсено. Сводът му е покрит с мозайка на златен фон. От него се открива чудесна гледка към парадното стълбище.
Голямото фоайе е замислено от архитекта Шарл Гарние по образец на големите галерии в старите замъци. Играта на огледалата и прозорците придават на галериите простор и ги правят да изглеждат още по-големи. На тавана има сюжети от различните етапи на музикалната история, като главен декоративен елемент е лирата. Тя може да се види навсякъде – от пода до решетките на отоплението и дръжките на вратите. В центъра на фоайето се намира паметник на Шарл Гарние до прозорец, от който се открива гледка до Лувъра. На стените има 20 елегантни статии върху колони, които са алегории на качествата, които трябва да притежава всеки творец. От тавана се спускат множество огромни полилеи.
В самия край се намира галерията с огледалата – чиста и светла ротонда с изображения на стените на различни напитки (чай, кафе, шампанско и други), а също така риболовни принадлежности. Понеже е завършено след откриването на операта, това фоайе носи духа на 1900-те. През 1928 година една част изгаря при пожар и е реставрирана едва през 2004 година.

### Голямо парадно стълбище
Това стълбище заедно с вестибюла е сред най-известните места в операта. Използваните материали са оникс, мрамор и мед. Украсено е с множество картини и мозайки. В основата му има 2 бронзови статуи, представляващи женски фигури, които държат букет от свещници. Самите стълби са изработени от бял мрамор и изглеждат като разлети, защото долните стълби имат по-голяма дъга от горните.
Стълбището води до партера на театъра, тоалетните и оркестъра. Следващото ниво, когато се разделя на 2, води до балконите и отделните фоайета и зали. Тази част на операта е мястото за социални контакти и мястото, където по-рано се е събирала аристокрацията на града. На 4-те части на тавана са изобразени различни музикални алегории.

### Театрална зала
Залата е в червени и златни тонове, в италиански стил, на 5 нива и с форма на подкова. В залата са разположени 1900 кресла за зрителите, облечени в червено кадифе. Таванът е нарисуван от Марк Шагал през 1964 г. Залата е осветена от огромен кристален полилей. Височината му е 8 метра (колкото двуетажно здание), диаметърът – 5 метра, а теглото му – над 8 тона.

## Някои размери
- Площ: 11 237 m²
- Дължина: 173 m
- Ширина: 125 m
- Височина от най-ниската до най-високата точка: 73,60 m
- Височина на голямото стълбище: 30 m
- Размери на голямото фоайе: височина 18 m, дължина 54 m и ширина 13 m
- Размери на залата: височина 20 m, дължина 32 m, ширина 31 m
- Тегло на полюлея: 8 тона
- Сцена: височина 60 m (45 m под сцената и 15 m над нея), дълбочина 27 m, широчина 48,5 m

## Инцидент
Съществува градска легенда, гласяща, че на 20 май 1896 г., по време на представление на операта „Фауст“ от Гуно огромният полилей пада и убива зрителка на място 13. Всъщност операта е „Ели“ от Етиен-Жозеф Флоке. Откъсва се една от 750-килограмовите противотежести, удържащи полилея, пада на места с номера 11 и 13, убива една зрителка, други са ранени, настъпва паника. Това изключително събитие вдъхновява Гастон Льору за един от епизодите в романа „Фантомът от Операта“, публикуван през 1910 г.